# Varanus rudicollis
Il varano dal collo ruvido (Varanus rudicollis, Gray, 1845) è una specie di varano appartenente alla famiglia Varanidae.

## Descrizione
La specie è facilmente riconoscibile grazie alle grosse squame sul suo collo, dalle quali appunto deriva il nome. Il varano dal collo ruvido è un sauro di medie dimensioni, con una lunghezza che solitamente si aggira tra i 90 ed i 120 cm, anche se, occasionalmente, sono stati trovati esemplari di 1,5 m. Il corpo è snello, mentre invece il muso è allungato ed a punta. Due sono le specie conosciute: il varano dal collo ruvido nero ed il varano dal collo ruvido marrone. Il primo tra questi, durante i primi anni di vita, ha una colorazione che gli consente di mimetizzarsi con il fogliame caduto ed in generale, con i detriti della foresta. Con il passare del tempo tuttavia, i colori si scuriscono in gradazioni di nero o grigio scuro. Sono arboricoli e diurni; la loro alimentazione è basata perlopiù su rane, ma si nutre anche di insetti, piccoli mammiferi, rettili e pesci. Il v. dal collo ruvido marrone, chiamato talvolta varano di Dumeril è, paragonato all'altro, più specializzato nel nutrirsi di crostacei ed altri animali acquatici. Nella giovinezza le due specie sono abbastanza simili fra loro, ma con la crescita le differenze diventano nette. Entrambi sono noti per la loro indole calma, raramente mordono o usano la coda come frusta in cattività. Quando si sentono minacciati preferiscono scappare; in alternativa, come altri animali, gonfiano la gola per apparire più grandi di quanto non siano o altrimenti si fingono morti chiudendo gli occhi, strategia simile a quella adottata dagli opossum. Per quanto riguarda i varani dal collo ruvido neri, la loro aspettativa di vita in cattività è intorno ai 10-20 anni.

## Distribuzione ed habitat
È diffuso principalmente nel Sud-est asiatico, nella fattispecie nell'Arcipelago di Riau, in Thailandia, Myanmar, Malesia, ed Indonesia, qui però la sua presenza è limitata all'isola di Sumatra. L'habitat ideale per V. rudicollis è limitato alla foresta pluviale o alle paludi di mangrovie. Viene avvistato poche volte allo stato brado, ma si è incerti se si tratti della sua rarità o della sua elusività. Possono essere facilmente mantenuti in cattività ma si dimostrano timidi.

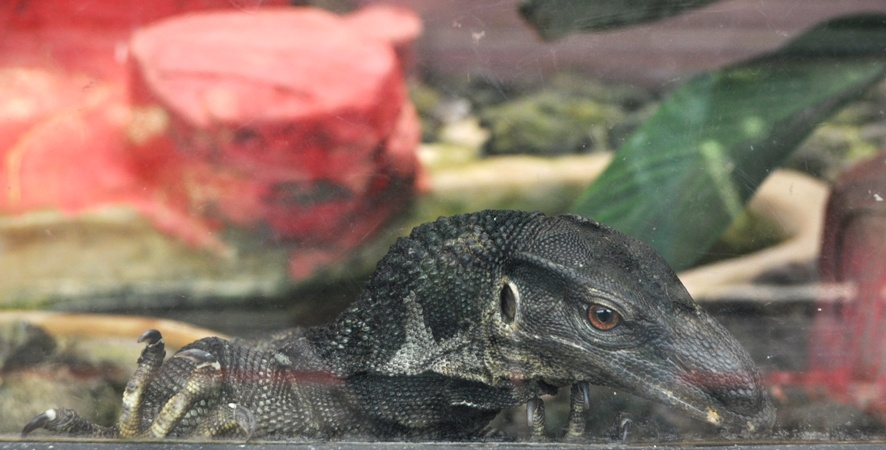
V. rudicollis a Purbalingga

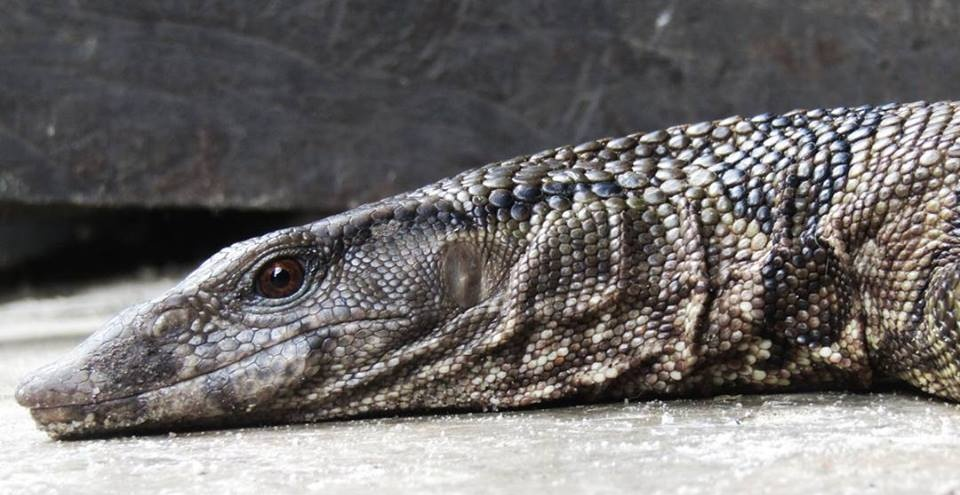
Primo piano della testa di V. rudicollis